# Amoureux fous
Pour les articles homonymes, voir Amoureux fou.
Singles par Julie Pietri
Et c'est comme si
(1982) Ma délivrance
(1984)
Singles par Herbert Léonard
Ça pleure pas un homme
(1982) Des raisons d'espérer
(1984)
Amoureux fous est une chanson de 1983 interprétée en duo par Julie Pietri et Herbert Léonard. Elle est écrite par Vline Buggy et composée par Julien Lepers. Le 45 tours se vend à plus de 400 000 exemplaires et devient l'un des tubes de l'été 1983.

## Contexte
Au printemps 1983, Julie Pietri souhaite adapter en français une chanson de blues américaine et la chanter en duo avec un homme. Son producteur Claude Carrère, convaincu, fait alors appel à l'équipe artistique d'Herbert Léonard qui lui propose d'enregistrer à la place un titre inédit. La chanteuse, qui est d'abord gênée par les paroles, finit par accepter. Les deux artistes se joignent alors pour enregistrer la chanson, écrite par Vline Buggy et composée par Julien Lepers.
Le titre devient l'un des tubes de l'été 1983 et se vend à plus de 400 000 exemplaires. Le bon accueil du public conduit Julie Pietri et Herbert Léonard à entamer une tournée en France. L'idée d'un album commun est envisagée, mais Julie Pietri préfère se consacrer à des projets personnels. En 2013, le duo se reforme dans le cadre d'une tournée, intitulée Amoureux fous Tour,.

## Liste des titres
| A. | Amoureux fous                | 3:50 |
| B. | Amoureux fous (instrumental) | 3:50 |

## Crédits
- Julie – chant
- Herbert Léonard – chant
- Vline Buggy – paroles
- Julien Lepers – musique
- Mat Camison – arrangements
- Katherin Hibbs – photographie

Enregistré au studio Marcadet.

## Classements
| Classement (1983–86)          | Meilleure position |
| ----------------------------- | ------------------ |
| Europe (Europarade)           | 22                 |
| France (SNEP)                 | 6                  |
| Québec (Palmarès francophone) | 5                  |

| Classement (1983) | Position |
| ----------------- | -------- |
| France (SNEP)     | 43       |

## Historique de sortie
| Pays   | Date | Format   | Label      |
| ------ | ---- | -------- | ---------- |
| France | 1983 | 45 tours | Carrère    |
| Canada | 1986 | 45 tours | Kébec-Disc |